# 上海市监察委员会
上海市监察委员会，简称上海市监察委，是上海市的省级地方国家监察机关，与中国共产党上海市纪律检查委员会合署办公，成立于2018年1月29日，取代上海市监察局的职能。上海市监察委主任由上海市人民代表大会选举产生，并向其和上海市人大常委会以及中华人民共和国监察委员会负责。上海市监察委员会目前主任為李仰哲。

## 历届监察委

### 第十五届市人大时期（2018年1月至2023年1月）
- 主任：廖国勋（2018年1月28日－2020年3月23日） → 刘学新（2020年7月21日－2022年10月28日） → 李仰哲（2022年10月28日－）
- 副主任：马乐声、戴骅（－2021年9月28日）、施涛、童建平（－2022年7月21日）、孟文海（2022年7月21日－）、杨慧亮（2022年7月21日－）
- 委员：丁谷平（－？）、王永伟（－2021年5月21日）、张华（－2021年5月21日）、徐敏（－？）、潘小刚（－2021年5月21日）、虞鹤敏、杨慧亮（2019年7月25日－2022年7月21日）、余成斌（2022年7月21日－）、戚玉箐（2022年7月21日－）

### 第十六届市人大时期（2023年1月起）
- 主任：李仰哲
- 副主任：马乐声、施涛、孟文海、杨慧亮
- 委员：虞鹤敏、余成斌、戚玉箐